# Halterofilismo nos Jogos Olímpicos de Verão de 2016 - Até 58 kg feminino
A competição da categoria até 58 kg feminino do halterofilismo nos Jogos Olímpicos de Verão de 2016 foi realizada no dia 8 de agosto no Pavilhão 2 da Riocentro.

## Calendário
Horário local (UTC-3)
| Dia         | Horário | Fase    |
| ----------- | ------- | ------- |
| 8 de agosto | 12:30   | Grupo B |
| 8 de agosto | 15:30   | Grupo A |

## Recordes
Antes desta competição, os recordes mundiais e olímpicos da prova eram os seguintes:
| Recorde mundial  | Arranque  | AZE Boianka Kostova | 112 kg | Houston, Estados Unidos | 23 de novembro de 2015 |
| Recorde mundial  | Arremesso | CHN Qiu Hongmei     | 141 kg | Tai'an, China           | 23 de abril de 2007    |
| Recorde mundial  | Total     | AZE Boianka Kostova | 252 kg | Houston, Estados Unidos | 23 de novembro de 2015 |
| Recorde olímpico | Arranque  | CHN Li Xueying      | 108 kg | Londres, Grã Bretanha   | 30 de julho de 2012    |
| Recorde olímpico | Arremesso | CHN Chen Yanqing    | 138 kg | Pequim, China           | 11 de agosto de 2008   |
| Recorde olímpico | Total     | CHN Li Xueying      | 246 kg | Londres, Grã Bretanha   | 30 de julho de 2012    |

Depois da competição, novos recordes foram estabelecidos:
| Arranque | 110 kg | THA Sukanya Srisurat | Recorde olímpico |

## Medalhistas
| Ouro   | THA Sukanya Srisurat |
| Prata  | THA Pimsiri Sirikaew |
| Bronze | TPE Kuo Hsing-chun   |

## Resultados
Participaram do evento 16 halterofilistas.
| Pos.              | Halterofilista         | Grupo | Peso corporal | Arranque (kg) | Arranque (kg) | Arranque (kg) | Arranque (kg) | Arresesso (kg) | Arresesso (kg) | Arresesso (kg) | Arresesso (kg) | Total |
| Pos.              | Halterofilista         | Grupo | Peso corporal | 1             | 2             | 3             | Resultado     | 1              | 2              | 3              | Resultado      | Total |
| ----------------- | ---------------------- | ----- | ------------- | ------------- | ------------- | ------------- | ------------- | -------------- | -------------- | -------------- | -------------- | ----- |
| Medalha de ouro   | THA Sukanya Srisurat   | A     | 56.89         | 105           | 108           | 110           | 110           | 127            | 130            | 132            | 130            | 240   |
| Medalha de prata  | THA Pimsiri Sirikaew   | A     | 57.40         | 98            | 100           | 102           | 102           | 128            | 130            | —              | 130            | 232   |
| Medalha de bronze | TPE Kuo Hsing-chun     | A     | 57.86         | 102           | 105           | 105           | 102           | 129            | 129            | 139            | 129            | 231   |
| 4                 | ECU Alexandra Escobar  | A     | 57.23         | 97            | 100           | 102           | 100           | 118            | 121            | 123            | 123            | 223   |
| 5                 | JPN Mikiko Ando        | A     | 57.56         | 90            | 93            | 94            | 94            | 120            | 124            | 126            | 124            | 218   |
| 6                 | DOM Yuderqui Contreras | A     | 57.58         | 96            | 100           | 102           | 100           | 117            | 121            | 122            | 117            | 217   |
| 7                 | COL Lina Rivas         | A     | 57.92         | 96            | 100           | 100           | 96            | 116            | 120            | 122            | 120            | 216   |
| 8                 | MEX Patricia Domínguez | A     | 57.47         | 91            | 94            | 96            | 96            | 115            | 118            | 119            | 115            | 211   |
| 9                 | VEN Yusleidy Figueroa  | A     | 57.71         | 85            | 89            | 89            | 85            | 110            | 116            | —              | 116            | 201   |
| 10                | GER Sabine Kusterer    | B     | 57.70         | 87            | 89            | 90            | 90            | 108            | 110            | 110            | 110            | 200   |
| 11                | MHL Mattie Sasser      | B     | 56.80         | 82            | 84            | 87            | 87            | 110            | 112            | 112            | 112            | 199   |
| 12                | SWE Angelica Roos      | B     | 57.90         | 84            | 87            | 87            | 84            | 107            | 110            | 112            | 110            | 194   |
| 13                | UKR Veronika Ivasiuk   | B     | 57.10         | 87            | 87            | 90            | 90            | 98             | 103            | 107            | 103            | 193   |
| 14                | AUS Tia-Clair Toomey   | B     | 57.70         | 78            | 82            | 82            | 82            | 103            | 107            | 112            | 107            | 189   |
| 15                | SOL Jenly Tegu Wini    | B     | 57.50         | 80            | 84            | 87            | 84            | 100            | 104            | 109            | 104            | 188   |
| 16                | UAE Ayesha Albalooshi  | B     | 57.00         | 67            | 70            | 72            | 72            | 86             | 90             | 94             | 90             | 162   |

Legenda
| Recorde mundial      | Recorde mundial (World record)               |                       | Recorde africano                      | Recorde africano (African) |                                           | Q | Classificado por posição (Qualified) |
| Recorde olímpico     | Recorde olímpico (Olympic record)            | Recorde da América    | Recorde da América (Americas)         | q                          | Classificado por melhor tempo (Qualified) |   |                                      |
| Melhor marca do ano  | Melhor marca do ano (World leading)          | Recorde asiático      | Recorde asiático (Asian)              | DNS                        | Não largou (Did not start)                |   |                                      |
| Recorde nacional     | Recorde nacional (National record)           | Recorde europeu       | Recorde europeu (European)            | DNF                        | Não terminou (Did not finish)             |   |                                      |
| Recorde pessoal      | Recorde pessoal do atleta (Personal best)    | Recorde da Oceania    | Recorde da Oceania (Oceania)          | DSQ / DQ                   | Desclassificado (Disqualified)            |   |                                      |
| Recorde da temporada | Recorde da temporada do atleta (Season best) | Recorde sul-americano | Recorde sul-americano (South America) | NM                         | Sem marca (No mark)                       |   |                                      |